# Message in a Bottle (Lied)
Message in a Bottle ist ein Lied von The Police aus dem Jahr 1979. Es erschien am 7. September 1979 als erste Single aus dem zweiten Studioalbum Reggatta de Blanc. Der Song wurde von Sting geschrieben und handelt von einer Person, die – im übertragenen Sinne – auf einer Insel gestrandet ist und eine Flaschenpost auf der Suche nach Liebe absendet. Die Reggae-beeinflusste Rockballade enthält auch Einflüsse von New Wave und Post-Punk.

## Entstehung
Produziert wurde das Lied von Nigel Gray und The Police. Gitarrist Andy Summers sagte, das Riff des Stücks kam ursprünglich in einem anderen Song der Band vor. Während der ersten US-Tour der Band sei es aber überarbeitet worden, so dass Message in a Bottle entstand.

## Kommerzieller Erfolg

### Chartplatzierungen
Das Stück war die erste von fünf Nummer-eins-Singles der Band in Großbritannien. Auch in Irland und Spanien erreichte Message in a Bottle Platz eins. In Deutschland erreichte der Song Platz 35 der Charts, in Österreich Platz 24. Das Magazin Rolling Stone setzte das Stück auf Platz 65 seiner „100 Greatest Guitar Songs of All Time“. Auch beim Live-Earth-Konzert 2007 spielten The Police das Lied.
| ChartsChartplatzierungen       | Höchstplatzierung | Wochen |
| ------------------------------ | ----------------- | ------ |
| Deutschland (GfK)              | 35 (23 Wo.)       | 23     |
| Österreich (Ö3)                | 24 (4 Wo.)        | 4      |
| Vereinigte Staaten (Billboard) | 74 (7 Wo.)        | 7      |
| Vereinigtes Königreich (OCC)   | 1 (11 Wo.)        | 11     |

### Auszeichnungen für Musikverkäufe
| Land/Region                  | Auszeichnungen für Musikverkäufe (Land/Region, Auszeichnung, Verkäufe) | Verkäufe  |
| ---------------------------- | ---------------------------------------------------------------------- | --------- |
| Frankreich (SNEP)            | Gold                                                                   | 500.000   |
| Italien (FIMI)               | Platin                                                                 | 100.000   |
| Neuseeland (RMNZ)            | 2× Platin                                                              | 60.000    |
| Spanien (Promusicae)         | Platin                                                                 | 60.000    |
| Vereinigtes Königreich (BPI) | Platin                                                                 | 600.000   |
| Insgesamt                    | 1× Gold · 5× Platin ·                                                  | 1.320.000 |

Hauptartikel: The Police/Auszeichnungen für Musikverkäufe

## Coverversionen
Von dem Song gibt es unkonventionelle Cover-Versionen der Metal- und Punk-Bands Machine Head, auf dem Album The Burning Red von 1999, und Leatherface, auf der Wiederveröffentlichung des 1991 erschienenen Albums Mush als Bonus-Track.